# Нюрево
Нюрево — деревня в Шугозёрском сельском поселении Тихвинского района Ленинградской области.

## История
Согласно семитопографической карте Новгородской губернии 1847 года на месте современной деревни находился Скотный двор Нюрова.

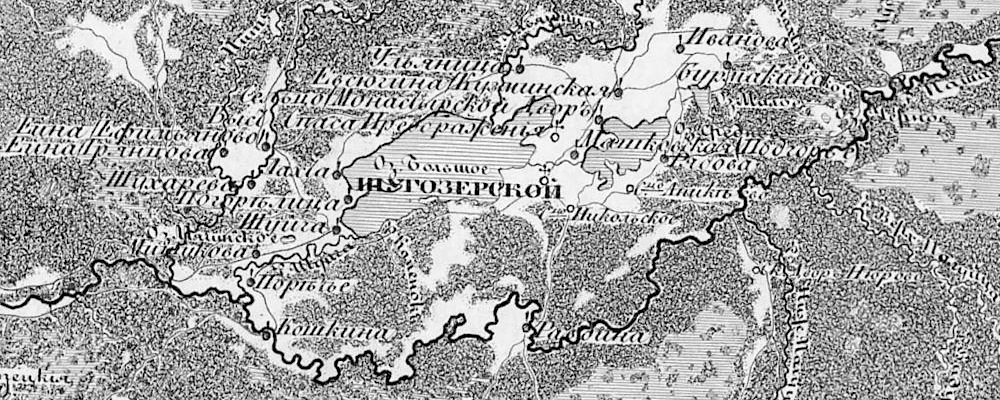
Деревня Нюрево на карте 1847 года

НЮРЕВО — деревня Кузьминского общества, прихода Малошугозерского погоста.

Крестьянских дворов — 3. Строений — 4, в том числе жилых — 3.

Число жителей по семейным спискам 1879 г.: 9 м. п., 9 ж. п.; по приходским сведениям 1879 г.: 9 м. п., 9 ж. п.

В конце XIX — начале XX века деревня административно относилась к Кузьминской волости 2-го земского участка 2-го стана Тихвинского уезда Новгородской губернии.
По сведениям на 1 января 1913 года в деревне было 30 жителей из них детей в возрасте от 8 до 11 лет — 3 человека.
С 1917 по 1918 год деревня входила в состав Кузьминской волости Тихвинского уезда Новгородской губернии. 
С 1918 года в составе Череповецкой губернии.
С 1924 года в составе Капшинской волости.
С 1927 года в составе Кузьминского сельсовета Капшинского района.
Согласно карте Ленинградской области Северо-западного аэрогеодезического треста ГГУ издания 1932 года деревня насчитывала 3 крестьянских двора:
| Внешние изображения | Внешние изображения               |
| ------------------- | --------------------------------- |
|                     | Деревня Нюрево на карте 1932 года |

По данным 1933 года деревня Нюрево входила в состав Кузьминского сельсовета Капшинского района Ленинградской области.
В 1958 году население деревни составляло 150 человек.
С 1963 года в составе Тихвинского района.
По данным 1966 и 1973 годов деревня Нюрево также входила в состав Кузьминского сельсовета.
По данным 1990 года деревня Нюрево входила в состав Шугозёрского сельсовета.
В 1997 году в деревне Нюрево Шугозёрской волости проживали 5 человек, в 2002 году — 7 человек (все русские).
В 2007 году в деревне Нюрево Шугозёрского СП проживали 5 человек, в 2010 году — 4.

## География
Деревня расположена в северо-восточной части района на автодороге 41К-885 (Шугозеро — Никульское).
Расстояние до административного центра поселения — 3 км.
Расстояние до ближайшей железнодорожной станции Тихвин — 71,5 км.
Деревня находится на левом берегу реки Нижняя Палуйца.

## Демография
| 2007 | 2010 | 2017 |
| ---- | ---- | ---- |
| 5    | ↘4   | ↗7   |

### Национальный состав
Согласно данным Всероссийской переписи населения 2021 года в деревне проживали 5 человек, из них:
 русские — 4, один человек национальность не указал.

## Улицы
Центральная.